# Купер (Тексас)
Купер (енгл. Cooper) град је у америчкој савезној држави Тексас. По попису становништва из 2010. у њему је живело 1.969 становника.

## Демографија
Према попису становништва из 2010. у граду је живело 1.969 становника, што је 181 (8,4%) становника мање него 2000. године.
| Група             | 2000.         | 2010.         |
| Белци             | 1.687 (78,5%) | 1.474 (74,9%) |
| Афроамериканци    | 335 (15,6%)   | 292 (14,8%)   |
| Азијати           | 2 (0,1%)      | 22 (1,1%)     |
| Хиспаноамериканци | 85 (4,0%)     | 121 (6,1%)    |
| Укупно            | 2.150         | 1.969         |